# Малкога таїландська
Малко́га таїландська (Phaenicophaeus diardi) — вид зозулеподібних птахів родини зозулевих (Cuculidae). Мешкає в Південно-Східній Азії.

## Опис
Довжина птаха становить 36-38 см, вага 55,6-75 г. Довжина крила у самців становить 127-138 мм, у самиць 127-137 мм, довжина хвоста у самців становить 215-240 мм, у самиць 207-241 мм, довжина дзьоба у самців становить 25,4-32 мм, у самиць 28-31 мм, довжина цівки у самців становить 28,5-38,5 мм, у самиць 28-32 мм.
Голова і шия темно-сірі, верхня частина тіла темно-сіра з зеленим відблиском, крила синьо-зелені, блискучі. Хвіст довгий, східчастий, на кінці стернових пер широкі білі плями, помітні на нижній стороні хвоста. Нижня частина тіла сіра, світліша за верхню. Боки, живіт і гузка чорнувато-сірі. Райдужки блакитні або темно-карі, навколо очей плями голої червоної шкіри, від них до дзьоба ідуть короткі чорні смуги. Дзьоб великий, світло-жовтувато-зелений. Молді птахи мають більш тьмяне забарвлення, дзьоб у них сірий.

## Підвиди
Виділяють два підвиди:
- P. d. diardi (Lesson, RP, 1830) — південь М'янми і Таїланду (перешийок Кра), Малайський півострів, Суматра;
- P. d. borneensis (Salvadori, 1874) — Калімантан.

## Поширення і екологія
Таїландські малкоги мешкають в Таїланді, М'янмі, Малайзії, Індонезії і Брунеї. Вони живуть у вологих рівнинних тропічних лісах з густом підіском і великою кількістю ліан, в мангрових і заболочених лісах, в чагарникових і бамбукових заростях. Зустрічаються поодинці або групами до 5 птахів, на висоті до 1200 м над рівнем моря. Живляться комахами, зокрема мурахами, богомолами, прямокрилими, тарганами і гусінню. Не практикують гніздовий паразитизм. В Малайзії сезон розмноження триває з січня по березень. Гніздо чашоподібне, робиться з гілок, встелюється листям. В кладці 2 білих яйця.

## Збереження
МСОП класифікує стан збереження цього виду як близький до загрозливого. Суматранським малкогам загрожує знищення природного середовища.